# Monanthotaxis ambrensis
Monanthotaxis ambrensis (Cavaco & Keraudren) Verdc. – gatunek rośliny z rodziny flaszowcowatych (Annonaceae Juss.). Występuje endemicznie na Madagaskarze. 

## Morfologia
PokrójZimozielone i zdrewniałe liany.
LiścieMają podłużny kształt. Mierzą 2,5–7,5 cm długości oraz 1,5–2,5 cm szerokości. Nasada liścia jest zaokrąglona. Blaszka liściowa jest o tępym wierzchołku. Ogonek liściowy jest nagi i dorasta do 2–3 mm długości.
KwiatySą pojedyncze lub zebrane w pary, rozwijają się naprzeciwlegle do liści. Działki kielicha mają owalny kształt i żółtawą barwę, dorastają do 4 mm długości. Płatki mają owalny lub owalnie lancetowaty kształt, są niepodobne do siebie, osiągają do 4–8 mm długości. Kwiaty mają 6 owłosionych owocolistków o podłużnym kształcie i długości 1–2 mm.
OwocePojedyncze mają kulisty kształt, zebrane w owoc zbiorowy. Osiągają 6–8 mm średnicy.

## Biologia i ekologia
Rośnie w lasach. Występuje na wysokości około 1000 m n.p.m.